# Pfarrkirche Isaar

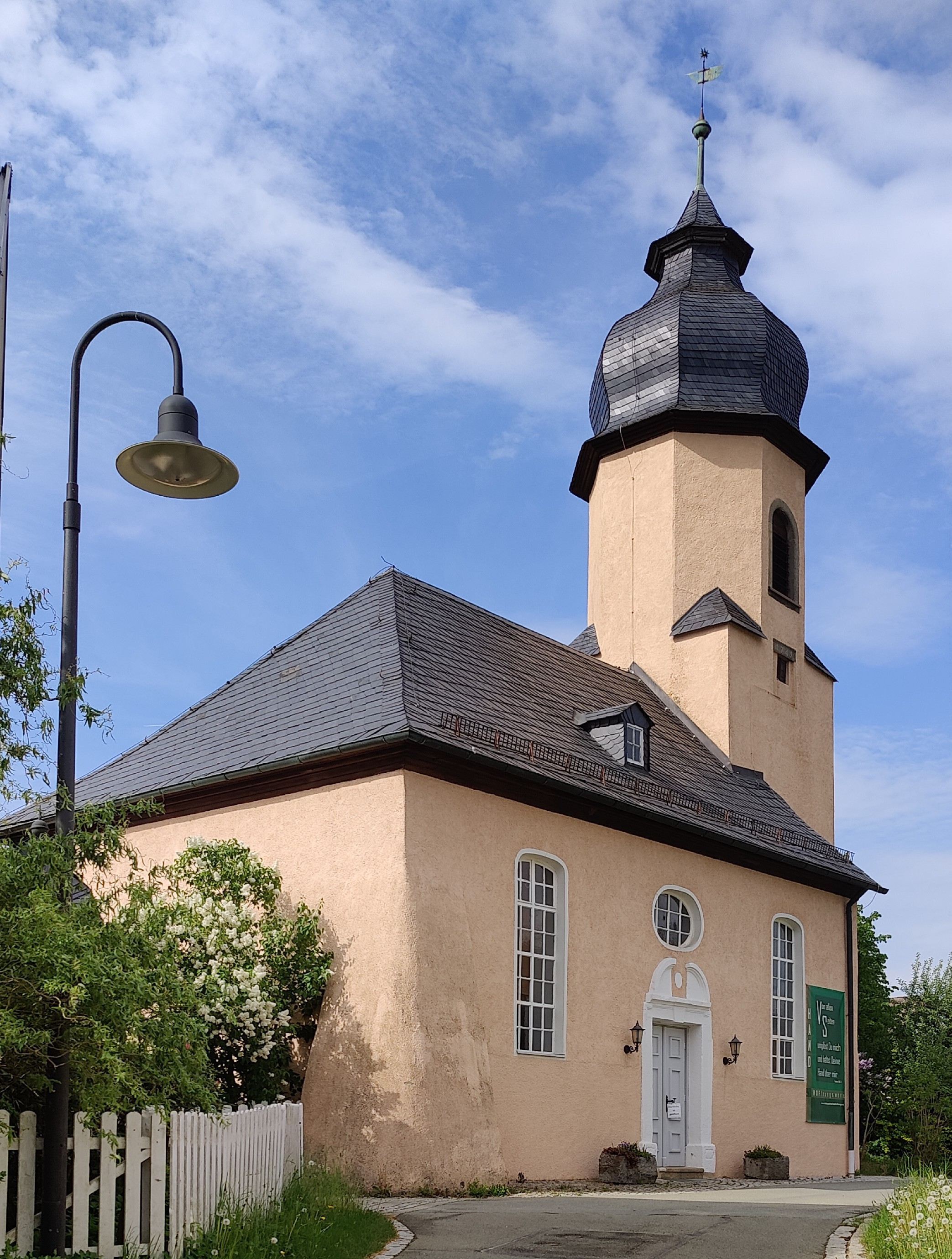
Ansicht der Kirche

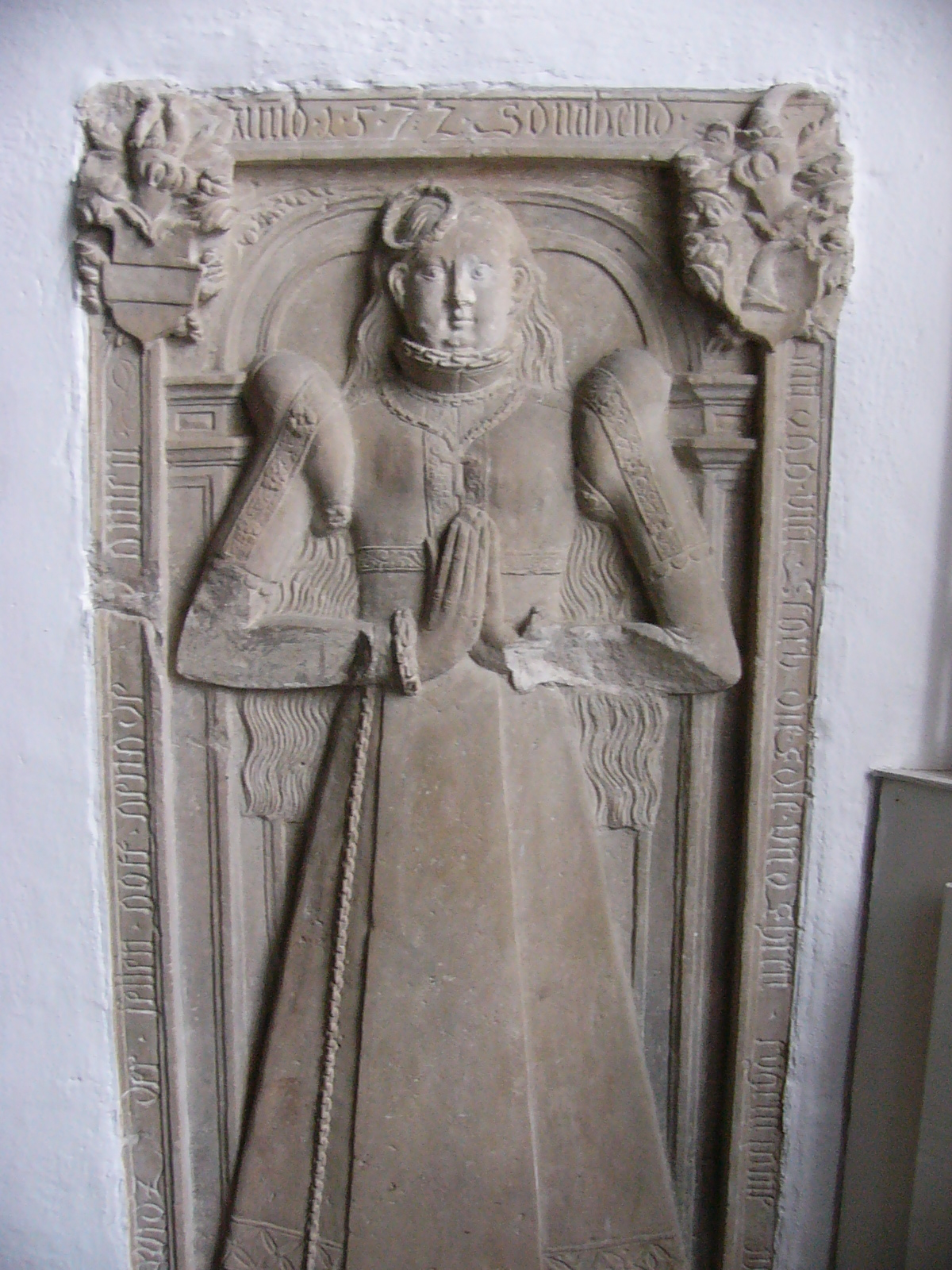
Epitaph einer von Zedtwitz

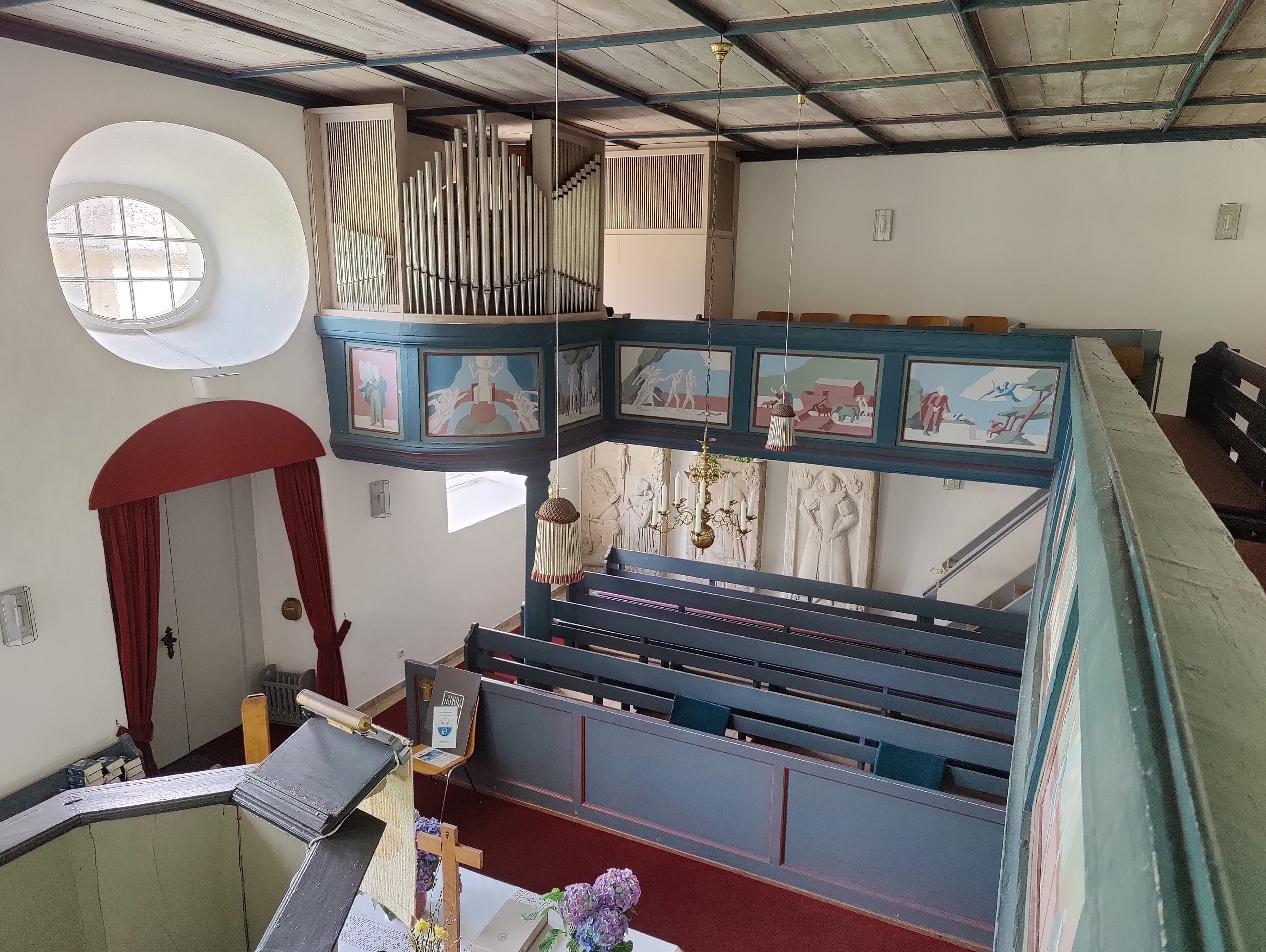
Innenraum mit Orgel (2022)

Die Pfarrkirche Isaar ist eine evangelisch-lutherische Pfarrkirche in Isaar.
Die Kirche ging aus einer Kapelle des Vorwerks der Familie von Zedtwitz in Isaar hervor. Sie ist mit einem Kanzelaltar ausgestattet. Mehrere Epitaphe mit figürlichen Darstellungen der Ritter von Zedtwitz und deren Frauen und Töchter befinden sich in der Kirche. Die Orgel stammt von Erich Bauer. Sie besitzt 7 Register auf zwei Manualen und Pedal.